# 太刀川正三郎
太刀川 正三郎（たちかわ しょうざぶろう）は、日本の実業家、井深大、盛田昭夫とともにソニー創業者の一人、ソニー元CFO。創業時より、ソニーの取締役・経理財務責任者（金庫番）として財務戦略、資金管理を担い、ソニーの事業運営と事業拡大を支えた。ソニー常務取締役、不動産を管理するソニー企業株式会社の代表取締役社長も務め、銀座ソニービルの建設にも尽力した。

## 人物

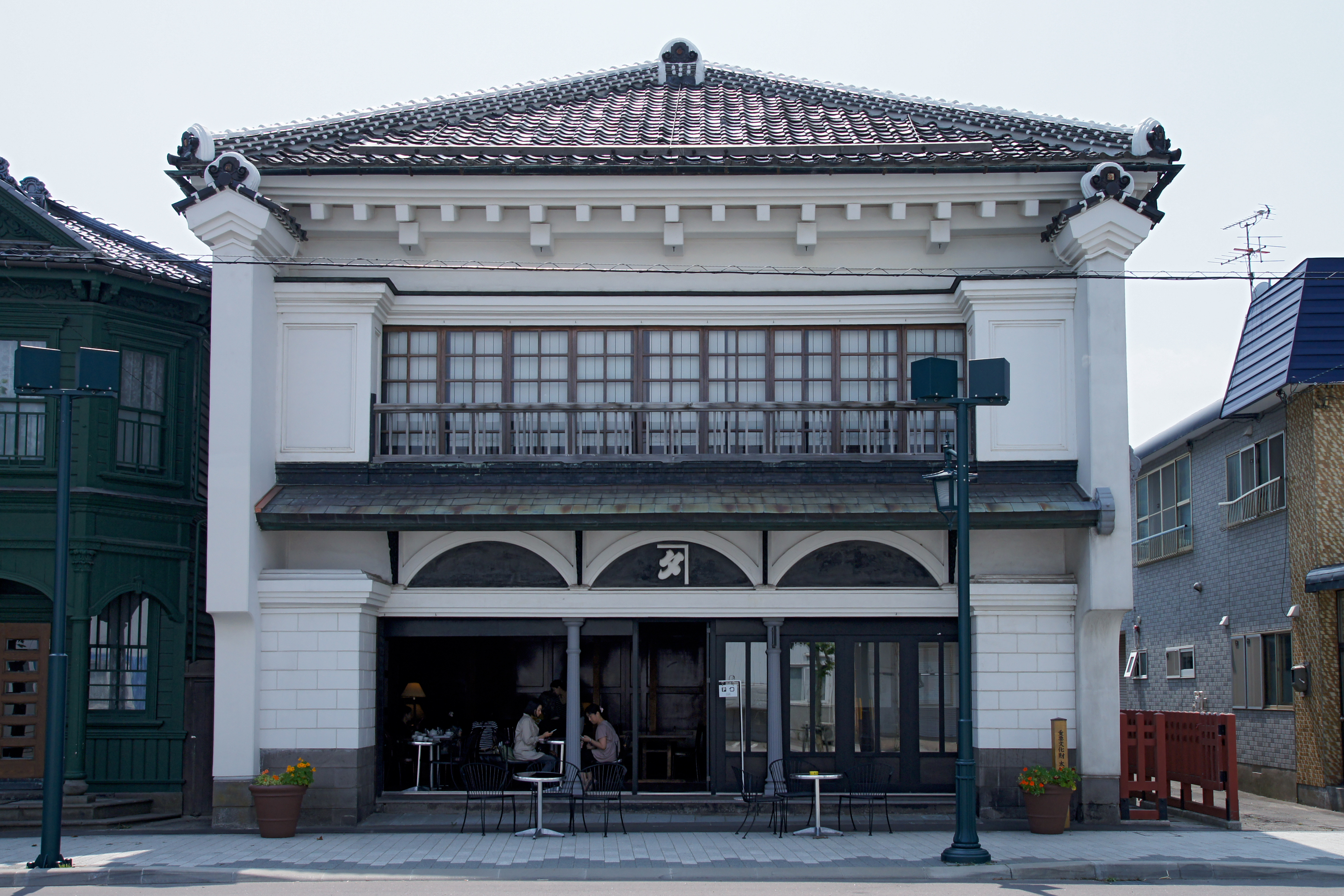
函館・太刀川家住宅店舗

1914年（大正3年）4月、北海道函館の米穀・海産商の太刀川善吉の三男として生まれる。父・太刀川善吉は、井深大の実父の従兄弟。函館にある太刀川家住宅店舗は1971年に国指定重要文化財に指定されている。
1940年、立教大学経済学部卒業。
1945年9月、東京での新会社創設のため、井深大(後のソニー社長、当時37歳)、樋口晃（後のソニー副社長）などの仲間とともに疎開先の長野県須坂から上京。翌月、井深たちと日本橋にあった白木屋デパート3階の一室を借り、「東京通信研究所」の看板を掲げた。参加した主なメンバーは、以前に井深が設立に関与し、技術担当重役も務めていた日本測定器の若い社員7名であった。この小さな研究所兼工場が、現在のソニーを生み出す母体となった。その後、井深と親交のあった盛田昭夫（当時24歳）も研究所に顔を出すようになる。
1946年5月7日、総勢20数名の小さな会社「東京通信工業」(現ソニーの前身)を設立。社長には、戦後すぐの内閣で文部大臣を務め、文化人でもあった井深の義父の前田多門に就任を頼み、専務に井深、取締役に盛田、太刀川が就いた。東京通信工業の設立にあたっては太刀川家が持ち株比率55%となる資本援助を行った。
太刀川は、常務取締役・経理財務責任者としてソニーの財務戦略、資金管理を担い、製品開発での資金調達を含め、技術屋として製品・技術開発を担当する井深、盛田を支え、ソニーの事業拡大を推進した。また、ソニーの不動産を管理するソニー企業株式会社の代表取締役社長も務めた。銀座ソニービルの建設では多くの土地関係者との粘り強い交渉を続け、ソニーを代表し銀座のランドマークの一つであったビルの建設を実現した。

## エピソード
東京通信工業（ソニーの前身）設立趣意書
井深は新会社を発足させるにあたり、設立の目的を明らかにした設立趣意書を、自ら筆を執り、取締役の太刀川に預けていたが、それを設立準備のゴタゴタにまぎれて、すっかり忘れていた。後に、太刀川が井深に、「こんなことを書かれたんですよ」と見せたところ、「なかなか良いことを書いたんだなあ」と自ら感心する始末であったという。
新工場落成パーティーで資金不足となり給料遅延
新工場ができた1949年はまだ食糧事情が悪い頃で、食べ物には魅力があった。そこで工場の完成を祝って食べ放題、飲み放題のレセプションをやろうということになり、当時総務部長であった太刀川正三郎が東奔西走して、すし、焼き鳥、支那そばなどの屋台を出し、山海の珍味を買い集めての盛大な祝賀会になった。当日は万代順四郎、前田多門、緒方竹虎、石橋湛山、高橋龍太郎、山際正道、佐藤喜一郎、野村胡堂をはじめ天下の名士、取引関係者200名が集まった。招待客の接待が終わってから従業員や家族が集まって大いに立ち食いした。さすがのすし屋も手のひらにマメをつくるほどだったという。しかし、この豪華パーティーを開いたために、その月の給料日に資金が足りず、給料遅延が起こってしまった。現金繰りを誤ったために、金策が間に合わなかった。3分の1を給料日に支払い、残りを月末に払ったが、これがソニーの従業員に対するたった一度の遅配（幹部を除く）で、以後、万代順四郎が会長に就任するまで、ソニーではパーティーを開くことがなかった。
日本初のテープレコーダーの開発
GHQの将校に見せてもらったテープレコーダーの良い音を聴いてしまった井深や盛田は、どんなことがあってもテープレコーダーを開発したいと決心するが、そのためには開発費を工面しなければならない。取締役で経理担当として金庫番であった太刀川正三郎が仕事をしていると、井深と盛田が囲いの向こう側からやってきて、「実は、テープレコーダーというものがやりたいのだが、30万円ばかり出してくれないか」「・・・・・」正三郎は無言になった。「使っても良いか」井深たちは簡単に言うが、30万円は大きい。経理を預かる正三郎や同じく取締役の長谷川純一にとって、おいそれと出せる金額ではなかった。そこで、テープの音を聴かせ、さらに会社近くの料理屋に2人は招かれ、「これは絶対に将来性がある。やろうじゃないかと」と再度説得し、やっとのことで了解してもらったのであった。
ソニービル建設に尽力

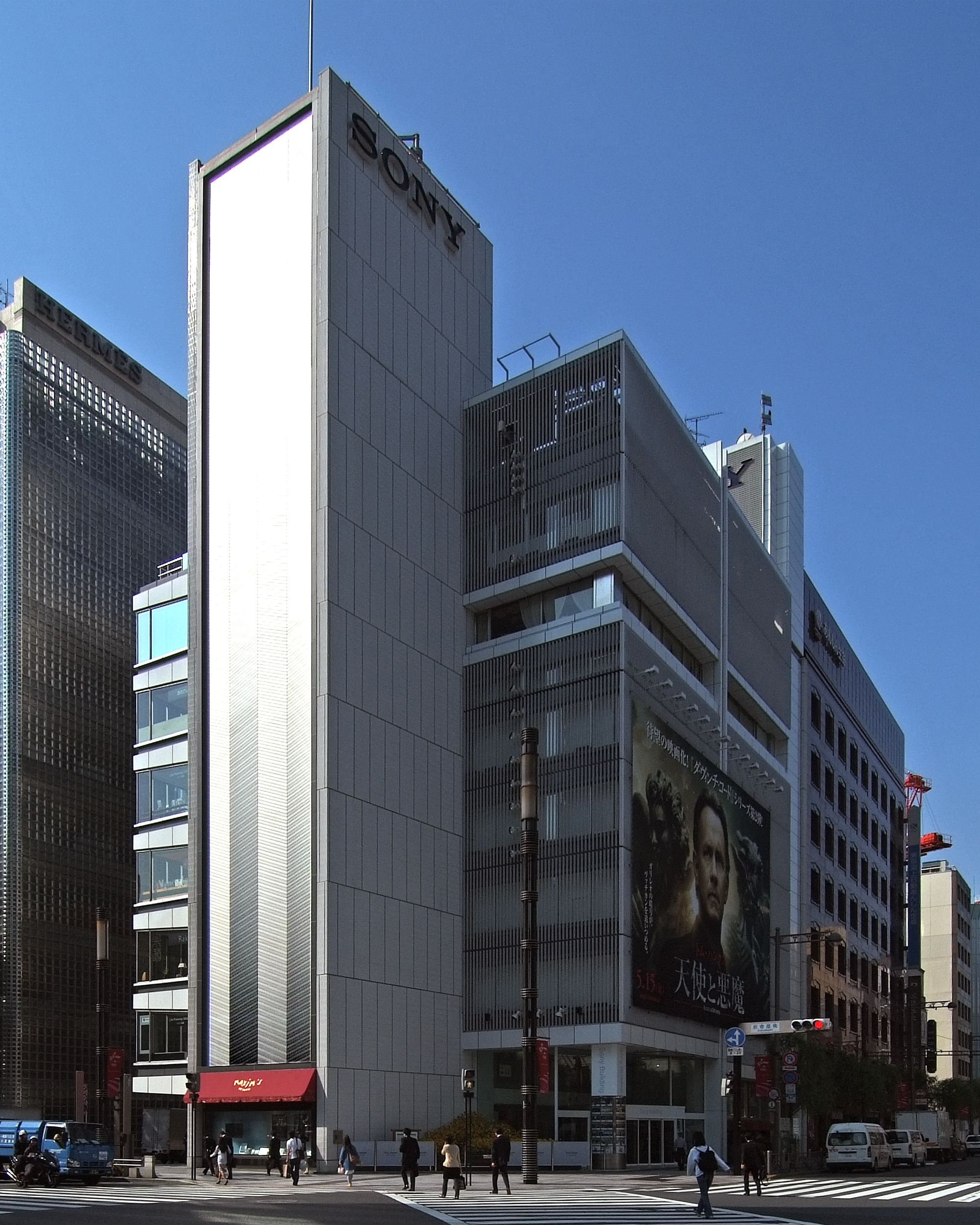
銀座ソニービル（2009年撮影）

ソニーでは、数寄屋橋のビルの1階に借りていたショールームが手狭となり、拡張しようという話が高じて、この場所を買ってしまおうというところまで話が進んでしまった。買おうというのはたやすいが、そこは日本で一番地価の高い銀座であった。そう簡単に片づけられる話ではなかった。1961年4月に、不動産を管理する「ソニー企業」が設立され、ソニービル建設の本格的な動きが始まったが、同社の社長は、ソニー創業時から取締役・経理財務担当として資金のやり繰りに苦労してきた常務の太刀川正三郎であった。太刀川は、当時三井銀行数寄屋橋支店の支店長（のちに取締役）をしていた小山五郎ところに相談いくと、「あそこは暗黒街ですよ」と銀座の土地を手に入れることの難しさをほのめかされた。この言葉は事実であった。1962年にソニービルの建設が本決まりとなり、土地交渉が始まるが、銀座は戦後複雑さを重ねた土地ゆえ、その地上権も入り組んでいた。その頃銀座にも夜店が出ていたが、その元締めをしている親分もいる。地主に家主、借家人、又借りしてテーブル1つ置いて権利を主張する者を全て含めてゆうに100人の人たちと交渉しなくてはならなかった。用地買収は難航の一路をたどることとなる。初めてソニーが手に入れた土地は現在の銀座ソニーパークの裏手にあった30坪ほどのお汁粉屋であった。こうして少しずつ、辛抱強く、太刀川を中心に地道に土地関係者との交渉が続けられていった。ビルの設計は、東京オリンピックの駒沢競技場を設計した芦原義信に依頼し、井深や盛田と太刀川をはじめとするソニー企業の役員たちでアイデアを出しながら検討し、ニューヨークのグッゲンハイム美術館が持つ内部構造とロックフェラー・センターの人を楽しませる広場を参考に、設計されることとなった。1966年4月の完成まで2年の歳月がかかったが、土地と建設費で32億円という大金がかかった。32億円といえば、当時のソニーの資本金と同じ額である。ソニービルは、ソニーがもう1社できる金額をかけて、銀座に建ったのであった。
井深大の長男・井深亮のソニー入社
日本IBMの社員としてソフトウェア開発に従事していた井深大の長男の井深亮が日本IBMからソニーへ転籍する際に、ソニーと仕事上の関係もあった日本IBMへしっかりと転籍について話を通すこととし、盛田昭夫から当時日本IBM社長であった椎名武雄に話をする段取りをつけ、調整役として職務をこなした。

## 立教大学太刀川記念館、太刀川記念交流会館
1996年8月に、太刀川正三郎夫人の太刀川あさ子の寄付により、正三郎の母校である立教大学の池袋キャンパスに太刀川記念館が竣工している。2007年には立教大学新座キャンパスに同氏の寄付により、宿泊施設もある太刀川記念交流会館が竣工した。